# Леукушешть (Тіміш)
Леукушешть, Леукушешті (рум. Leucușești) — село у повіті Тіміш в Румунії. Входить до складу комуни Бетгаузен.
Село розташоване на відстані 356 км на північний захід від Бухареста, 60 км на схід від Тімішоари.

## Населення
За даними перепису населення 2002 року у селі проживали 509 осіб, з них 503 особи (98,8%) румунів. Рідною мовою 505 осіб (99,2%) назвали румунську.